# 中國有色金屬有限公司
中國有色金屬有限公司 是一間在百慕達註冊的公司。公司大股東為梅偉(78.32%)，經英屬處女群島註冊的Ruffy Investments Limited持有。公司前稱為綠陽國際控股有限公司，於2004年成立，自2005年於香港交易所創業板上市（除牌前編號為8306）。公司曾經營研發﹑製造﹑銷售及分銷肥料。2008年梅偉購入股份借殼上市，原大股東卓澤凡淡出公司。
公司主席為大股東的兄長梅平；梅平因金錢糾紛已被暫停職務。集團主要於中國從事開採、提煉及買賣鉛、鋅與其他礦物及貴金屬資源之業務。公司股份自2005年4月1日起停牌。2019年8月16日，公司因長期停牌已被香港交易所除牌。